# Leptoclinides dubius
Leptoclinides dubius is een zakpijpensoort uit de familie van de Didemnidae. De wetenschappelijke naam van de soort is, als Didemnum dubium, voor het eerst geldig gepubliceerd in 1909 door Sluiter.